# Góra Oliwna w Bolesławowie

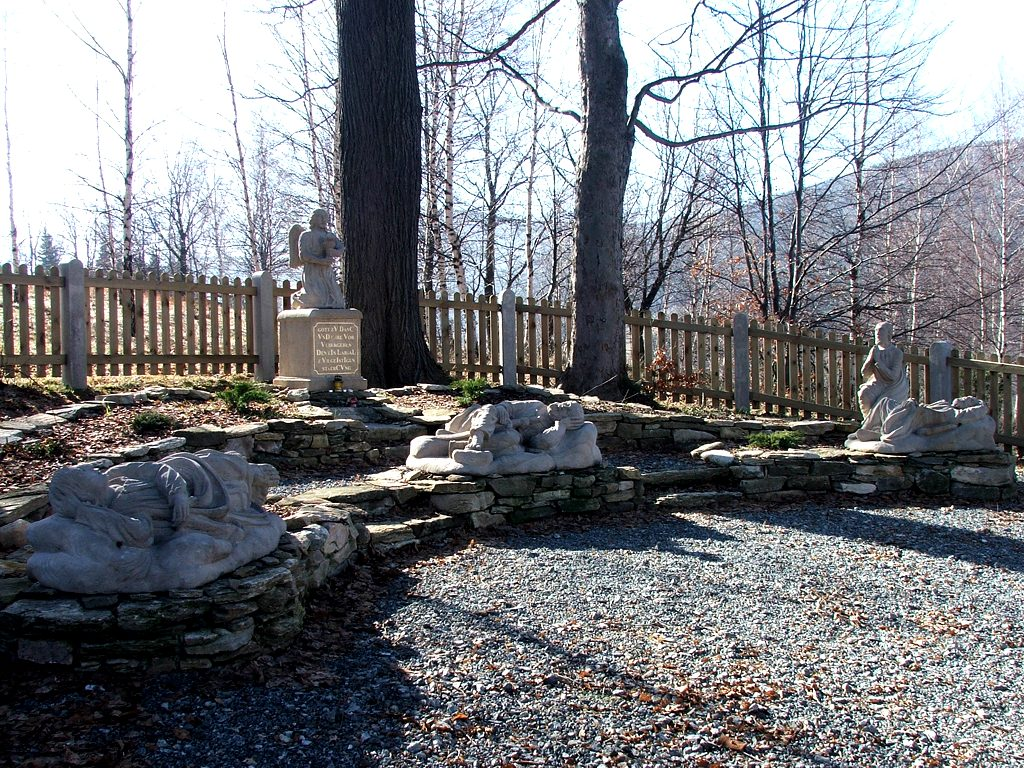
Widok ogólny na grupę rzeźb

Góra Oliwna w Bolesławowie (dawniej niem. Ölberg) – grupa XIX-wiecznych kamiennych rzeźb z przedstawieniami śpiących apostołów i modlącego się Chrystusa znajdująca się na wypłaszczeniu na stoku Zawady ponad wsią Bolesławowem w gminie Stronie Śląskie (województwo dolnośląskie).
Grupa jest ustawiona przy tzw. Drodze Staromorawskiej, niegdyś ważnym trakcie komunikacyjnym prowadzącym na Morawy i stanowi dawne miejsce modlitewne.

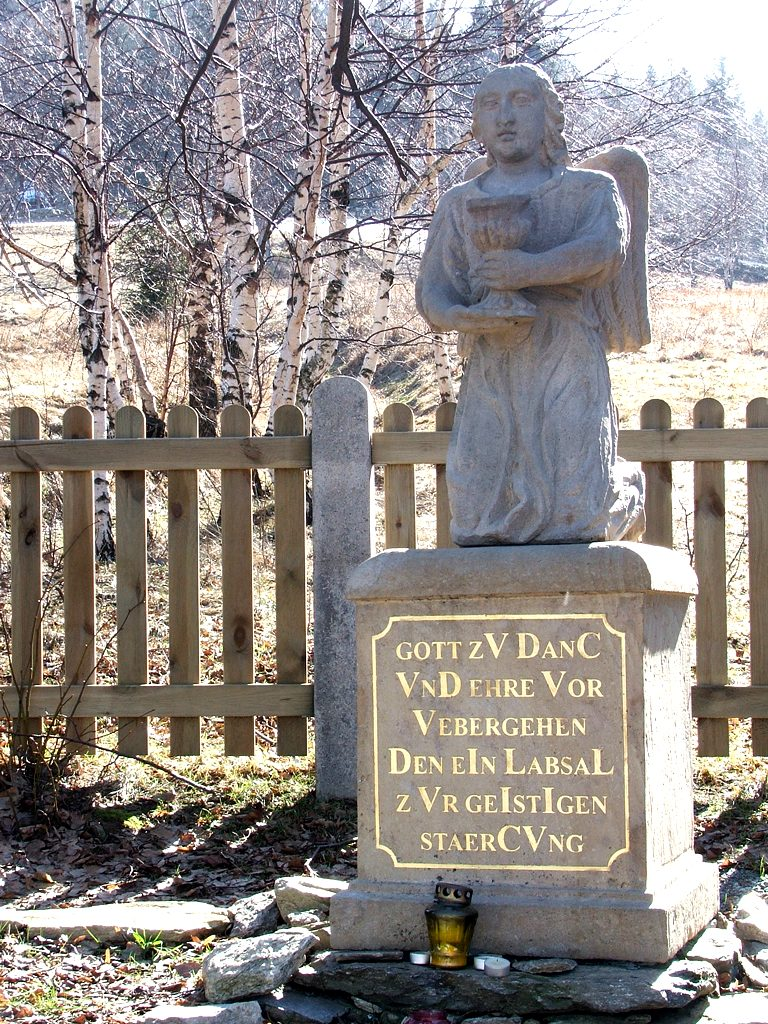
Figura anioła na postumencie ze złoconą inskrypcją. Chronostych widoczny wśród liter sentencji zdradza datę 1833, prawdopodobnie powstania dzieła, choć źródła podają rok 1832.

Wypłaszczenie znajduje się na północnym zakończeniu grzbietu na wysokości 647 m n.p.m. i z dołu jest widoczne jako niewielkie wzniesienie. Do Góry Oliwnej prowadzi stromą drogą gruntową zniszczona krajobrazowa droga krzyżowa wyznaczona cementowymi krzyżami od kościoła św. Józefa Oblubieńca. Droga miejscami wciska się w stok kilkumetrowym jarem. Jej początek wyznacza zniszczony metalowy krzyż. Na samym końcu do wejścia prowadzą niewielkie jednobiegowe schody z kamieni. Przedstawienie rzeźbiarskie nawiązuje do sceny biblijnej modlitwy w Ogrójcu:

Potem wyszedł i udał się, według zwyczaju, na Górę Oliwną; towarzyszyli Mu także uczniowie. Gdy przyszedł na miejsce, rzekł do nich: «Módlcie się, abyście nie ulegli pokusie». A sam oddalił się od nich na odległość jakby rzutu kamieniem, upadł na kolana i modlił się tymi słowami: «Ojcze, jeśli chcesz, zabierz ode Mnie ten kielich! Jednak nie moja wola, lecz Twoja niech się stanie»! Wtedy ukazał Mu się anioł z nieba i umacniał Go. Pogrążony w udręce jeszcze usilniej się modlił, a jego pot był jak gęste krople krwi, sączące się na ziemię. Gdy wstał od modlitwy i przyszedł do uczniów, zastał ich śpiących ze smutku.

Autor rzeźb nie jest znany. Grupa składa się z pięciu figur prawie naturalnej wielkości, wykonanych z piaskowca w tzw. stylu naiwnym:
- anioła niosącego kielich umieszczonego na postumencie, umieszczonego centralnie,
- klęczącej postaci Chrystusa w pozie modlitewnej po prawej stronie,
- trzech postaci śpiących apostołów umieszczonych nieco z przodu symetrycznie i osiowo.

Dawniej figury były polichromowane. Ustawione są półkoliście na niewielkim, splantowanym terenie w formie dwupoziomowego tarasu, wzmocnionego od strony północnej niewielkimi murkami oporowym. Całość otoczona jest drewnianym płotem na betonowych słupach i grupą starych drzew: lip srebrzystych (Tilia tomentosa Moench) i jaworów (Acer pseudoplatanus L.). W pobliżu znajduje się duży kamienny krucyfiks oraz ławki dla pielgrzymów.

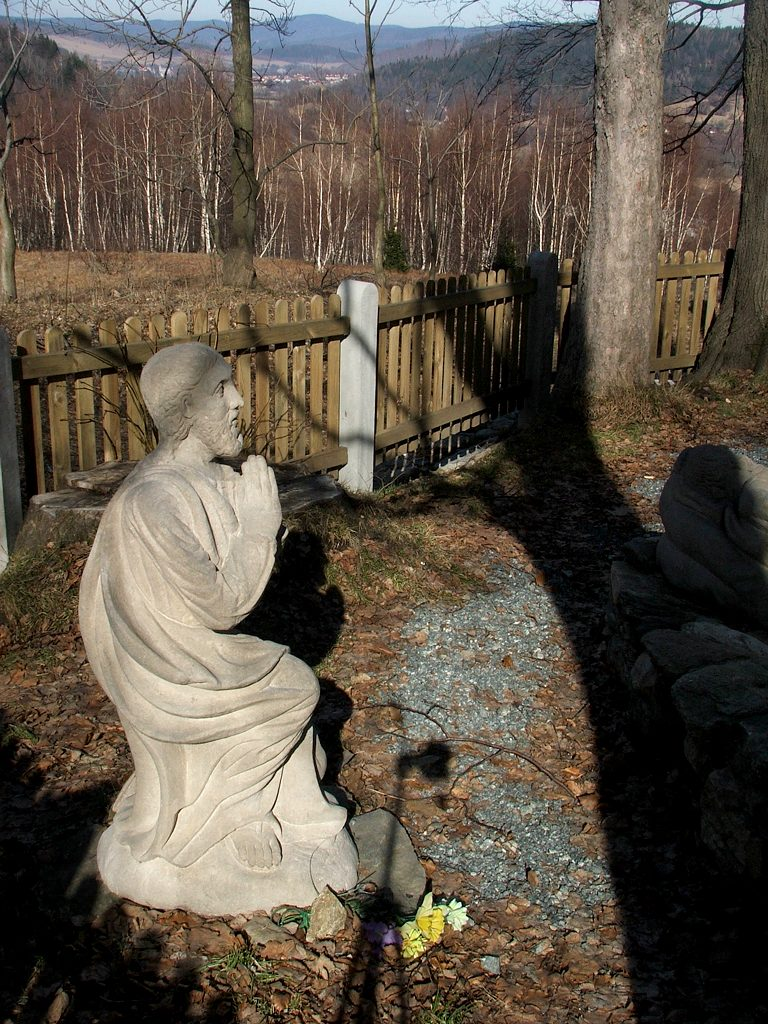
Modlący się Chrystus

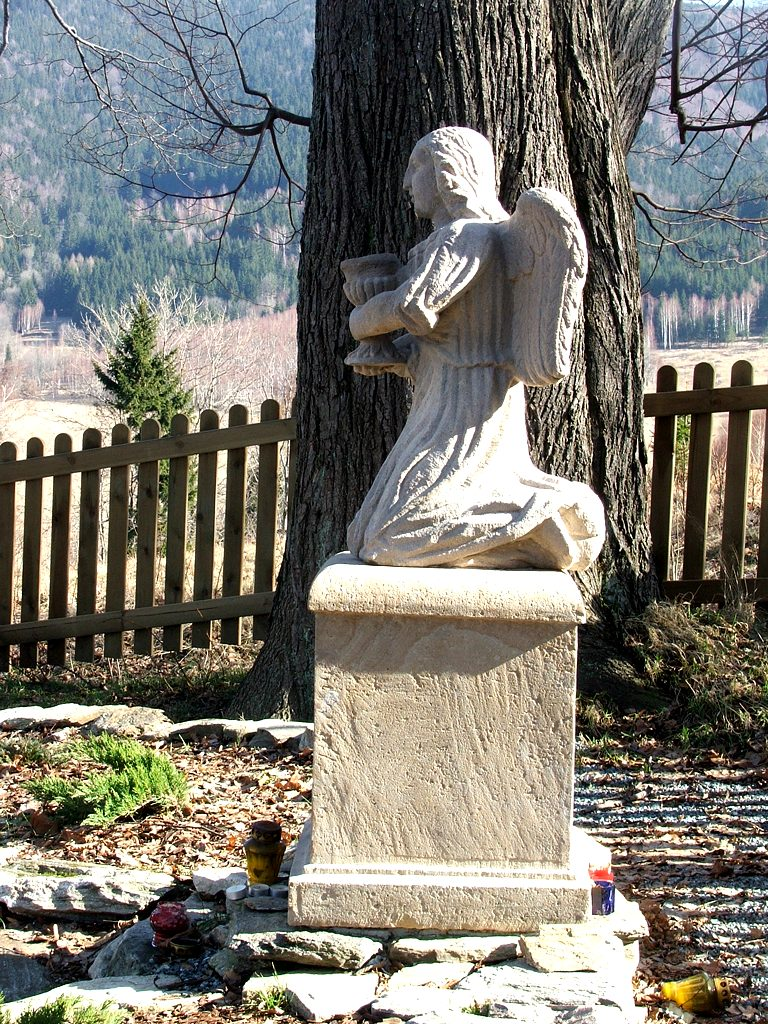
Anioł z kielichem goryczy

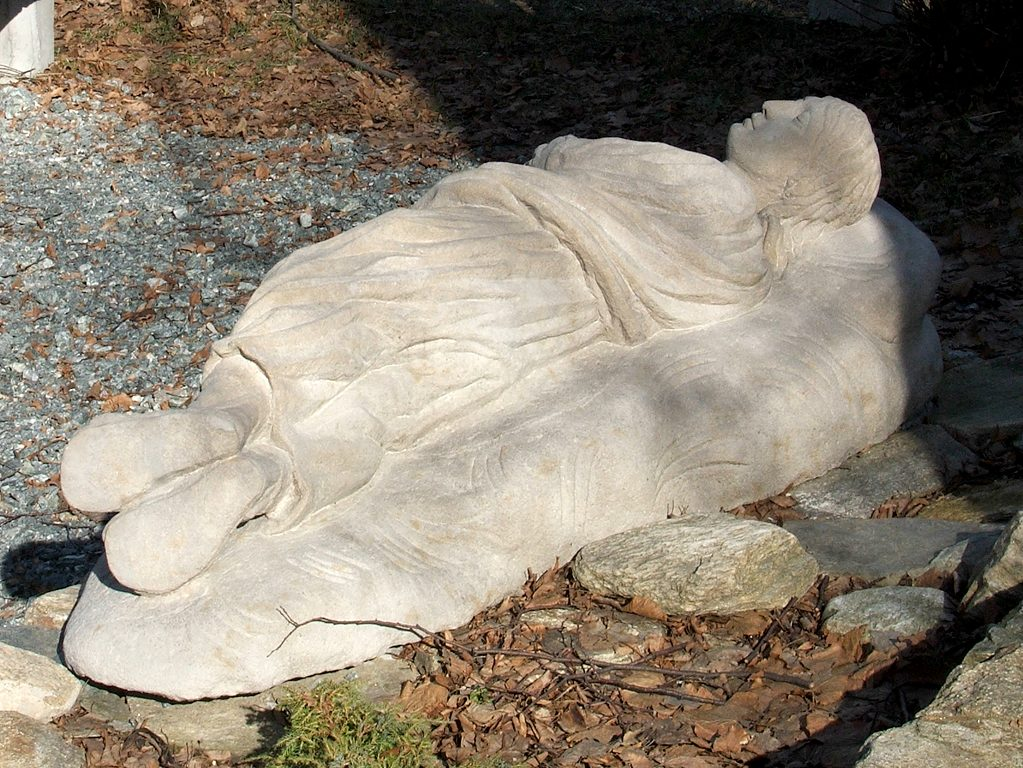
Młody Jan Apostoł

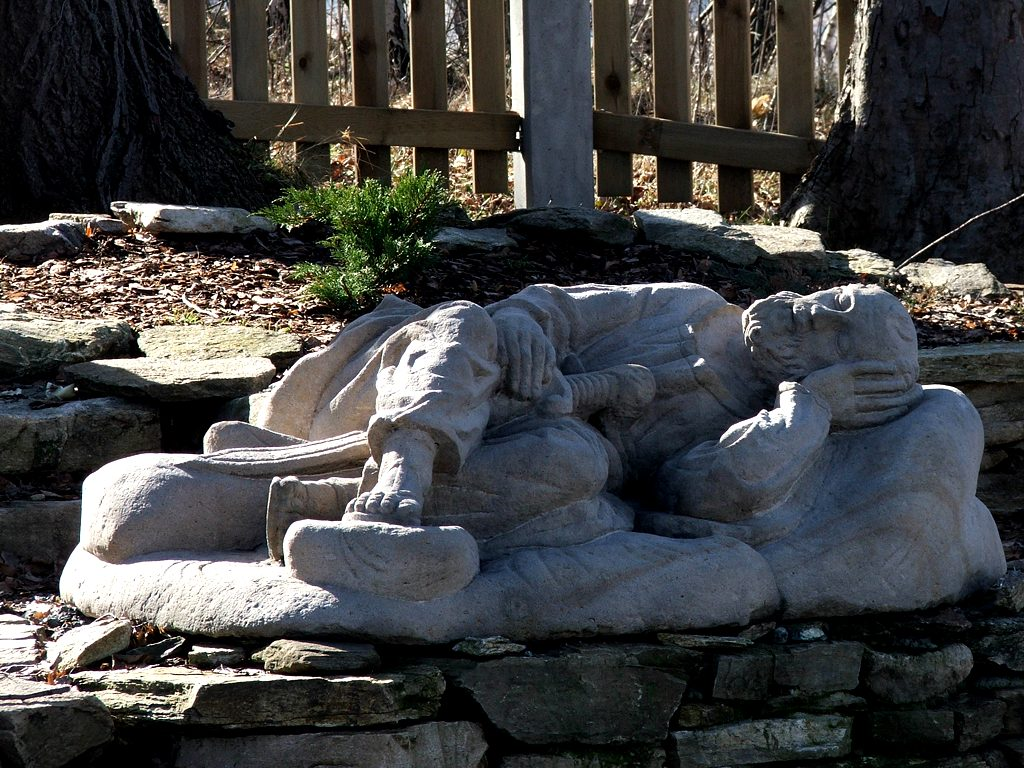
Piotr Apostoł z mieczem

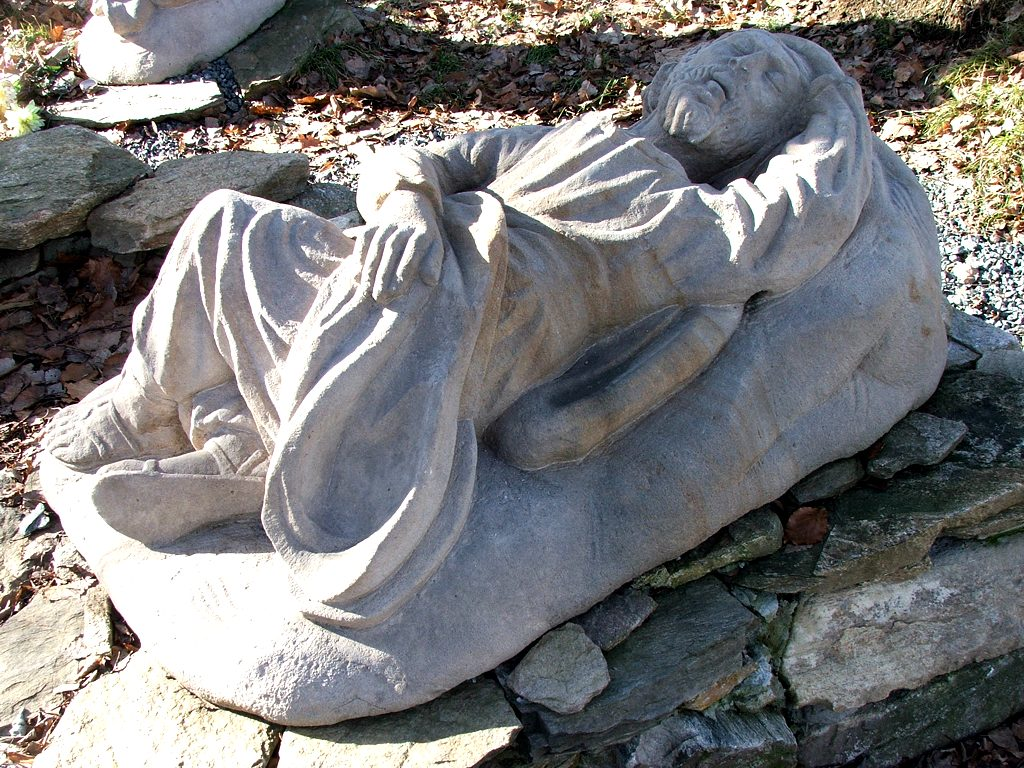
Brodaty Apostoł Jakub

Pierwszego odnowienia dokonał w 1873 r. malarz z Lądka-Zdroju, Reimann. Rzeźby poddano gruntownej konserwacji w latach 2005–2007. Odtworzenie brakujących detali wykonała Ewa Bejer.  Uroczyste otwarcie po renowacji wraz z poświęceniem odbyło się 7 lipca 2007 r.
Do wojewódzkiego rejestru zabytków wpisano:
- rzeźby z Ogrodu Oliwnego, zbocze góry Zawada, kam., XIX, nr rej.: B/1045/1-5 z 25.11.2004:
  - figura Jezusa
  - figura św. Jakuba
  - figura sw. Piotra
  - figura św. Jana
  - figura anioła.

## Turystyka i narciarstwo
Miejsce to jest punktem widokowym, z którego roztacza się szeroka panorama na dolinę Morawki i Białej Lądeckiej oraz otaczające je góry: Masyw Śnieżnika, Góry Bialskie, Góry Złote i Krowiarki. Na Górę Oliwną prowadzi  żółty, łącznikowy szlak turystyczny z Bolesławowa do Przełęczy Staromorawskiej i dalej na Przełęcz Płoszczyna.
Na zachodnich zboczach Góry Oliwnej (opadających w kierunku Kamienicy) i jej północno-wschodnich zboczach (opadających w kierunku Bolesławowa działają 4 wyciągi Stacji Narciarskiej Kamienica.